# マシーン (政治)
マシーン（machine, 集票マシーン）とは、利権や猟官制に基づく集票組織に対するアメリカ合衆国における呼称である。マシーンにはボスが存在することが多く、また必ず公共事業や公務員ポストといった利権に依存する忠勤集団が存在する。多くのアメリカの都市においてはマシーン政治が存在する。特に1875年から1950年の間がマシーンの最盛期とされ、その中には現在まで続いているものもある。
同様の形態はラテンアメリカや日本の農村部においても見られる。日本の自由民主党は都市圏周辺地域や農村部で、農協や公共事業を通じたマシーンを有する。
マシーンの要は利権である。公職を有する事により便宜を図り、それに関連して時には賄賂を受けることができる。マシーン政治は政策論争による政治からの逸脱であり、「魚心あれば水心」といった感覚の「取引政治」または「縁故政治」である。ボスは選挙区への便宜を図り、選挙民はボスに言われた通りに投票するという関係が成立する。時にはマシーンの関係から脱け出そうとする者に対する暴力や嫌がらせを伴うこともある。

## アメリカ合衆国におけるマシーン

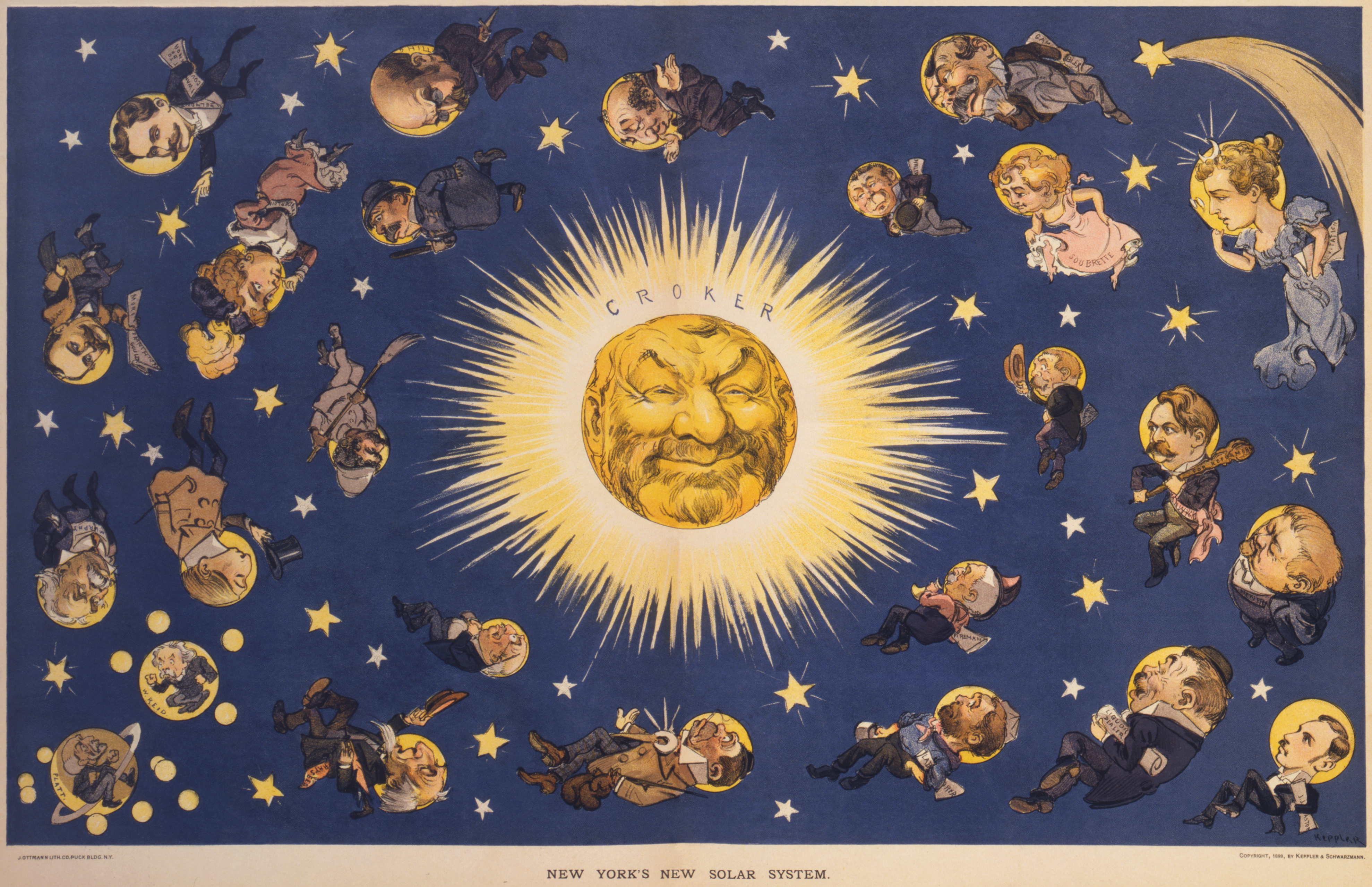
1899年のパック誌に掲載された風刺漫画。ニューヨークの政治家を模した惑星たちが、タマニー・ホールのボス、リチャード・クロッカーの周りをまわっている

19世紀後期から20世紀前期のアメリカでは、ボストン、シカゴ、クリーブランド、ニューヨーク、フィラデルフィアといった大都市は軒並みマシーンを有していた。ニューヨークの「タマニー・ホール」（Tammany Hall）、シカゴの「クック郡民主党組織」（Cook County Democratic Organization、またはシカゴ民主党マシーン Chicago Democratic machine とも）はマシーンの中でも典型的なものである。マシーンのボスは忠実な政治家たちを従えており、指図ひとつであらゆる便宜を図ることができた。
19世紀における移民たちはアメリカ独特の市民社会になじめないことが多く、マシーンの多くはこういった移民たちに便宜を図るために形成された。移民たちは票と引き換えに仕事の口や、裁判官、警察官、検察官等の公権力者による好意的取扱いを得た。マシーン関係者の最大の仕事は選挙に勝つことであり、具体的には投票日における大量動員である。自治体選挙においては時に不正も行われた（州選挙や大統領選挙では稀だとされる）。
マグワンプ（Mugwump、1884年の大統領選挙で民主党クリーブランド候補を支持した共和党員たち）のような市民主義者たちはマシーンを批判した。セオドア・ルーズベルト時代までの"進歩の時代"に、全国レベルの行政改革が行われ、多くの地域的利権システムが収公された。1930年代には雇用促進局 (WPA) が多くの雇用利権を連邦政府に回収した。ニューディール下においてマシーンはWPAや市民保全部隊 (CCC) にたいする口入れが認められたが、1943年の両局の廃止によりマシーンの利権も消滅した。貧しかった移民たちも社会に同化し裕福になり、マシーンの不正規または脱法的な援助は必要としなくなっていた。1940年代においては大都市のマシーンは軒並み崩壊したが、有名なシカゴのマシーンはなお健在であった。テネシー州のマシーンは市民の武力蜂起によって排除された（アセンズの戦い）。これ以降マシーン及びそれに類似した政治結社は表向きでは存在しなくなった。